# Muerte de los Inhumanos
Muerte de los Inhumanos es un arco argumental de cómic estadounidense de 2018 publicado por Marvel Comics.

## Historial de publicaciones
"Muerte de los Inhumanos" se anunció el 28 de marzo de 2018 como un proyecto de Donny Cates y Ariel Olivetti cuyo lanzamiento está previsto para julio de 2018 como una miniserie de cinco números.

## Premisa
La premisa trata sobre los Kree conspirando para que los Inhumanos se unan a ellos mediante el uso de un Superinhumano que crearon para matar a algunos de ellos y que sirva como advertencia para aquellos que no acepten su oferta.

## Trama
Los Kree han iniciado una campaña de asesinatos para obligar a Black Bolt a unirse al Imperio Kree. Este ultimátum provoca la muerte de 1.038 Inhumanos con las palabras "Únete o Muere" grabadas en sus cuerpos, lo que obligó a Black Bolt a convocar a las cuatro Reinas de las tribus Inhumanas Universales para responder a esta amenaza. Sin embargo, la reunión va lejos de lo planeado, ya que un verdugo Inhumano llamado Vox, un Superinhumano creado por los Kree, comienza su sangriento alboroto por todo el lugar. Cuando Black Bolt, Medusa, Gorgon, Karnak, Crystal, Triton y Lockjaw al llegar al lugar de reunión, descubren los cuerpos de Oola Udonta, Aladi Ko Eke, Onomi Whitemane y la Diosa Ovoe, con las mismas tres palabras escritas con su sangre en una pancarta que cuelga alrededor de sus cadáveres. Finalmente se dan cuenta de que las víctimas habían caído en una trampa cuando uno de los Inhumanos muertos estaba conectado con un explosivo. Si bien la mayor parte del grupo de Black Bolt salió con vida gracias a Lockjaw, Triton no tuvo tanta suerte y murió en la explosión. Black Bolt luego envió a Lockjaw a New Arctilan para recuperar a su hermano Maximus. Sin que ellos lo supieran, Vox y sus hombres ya habían llegado a New Arctilan y comenzaron a asesinar a todos los Inhumanos que encontraron, viejos o nuevos, como Flagman, Glass Girl, Naja y Sterilon. Armado con todas las habilidades de los Inhumanos y sin humanidad, Vox fácilmente corta a su presa con sus poderes o su guadaña de energía literal. Incluso Maximus no puede derrotar a Vox ya que rápidamente pierde un brazo incluso por intentarlo. Poco después, Lockjaw llega y ayuda a Maximus en su intento de detener a Vox por su cuenta, pero las cosas no van tan bien cuando Vox dispara una enorme explosión, abriendo un agujero en ambos.
La Familia Real finalmente llega al ahora incendiado Reino de Nuevo Arctilan y llora la muerte de sus ciudadanos. Karnak, que puede ver el defecto en todas las cosas, es enviado al Comandante Kree para transmitir un mensaje de Black Bolt, y en el proceso descubre que los Kree tienen la intención de reconstruir Hala y esclavizar a los Inhumanos como sus soldados y esclavos previstos. El comandante Kree explica cómo enviaron a Ronan el Acusador como líder de los Kree después de que Mister Knife arruinara a Hala y comenzaran a forjar una nueva vida. Cuando le piden que se arrodille, Karnak no lo hace. En cambio, hace todo lo posible para defenderse de Vox solo para que el Super Inhumano pueda someter a Karnak. Cuando llega Black Bolt, camina por los pasillos de la base Kree pronunciando todos los nombres de los Inhumanos caídos, convirtiéndola en una canción sobre la muerte. Al final, todo se reduce a Black Bolt vs. Vox, que sostiene a Karnak como escudo. Black Bolt le firma a Karnak para que Vox se lo lleve a él. Vox aparentemente acepta el cambio mientras se teletransporta detrás de Black Bolt. Ante los propios ojos de Karnak, Vox le corta el cuello a Black Bolt.
Los Kree toman prisionero a Black Bolt y reparan el daño hecho en su garganta sin usar sedantes ni anestesia para aliviar el dolor, lo que les llevó a pensar que el gran poder de Black Bolt se había ido cuando no gritaba y por lo tanto se cumplió la profecía sobre el Rey de Medianoche. Ya no es una amenaza para los Kree. Sin embargo, mientras lo transportan, resulta que todavía conserva su voz, pero es débil. Después de matar a varios Kree, Black Bolt consigue un arma de fuego y encuentra vivo a Ronan el Acusador. Sin embargo, es prisionero de Vox y ha experimentado con él junto con los soldados Kree que son leales a Ronan. Black Bolt se entera de esto cuando ve que Ronan se ha convertido en un cyborg. A petición de Ronan, Black Bolt le permite un asesinato misericordioso susurrando "Estás perdonado". En otra parte, Beta Ray Bill en su lucha contra Vox y los Kree.
La Familia Real Inhumana finalmente está llevando la batalla a los Kree y llega justo a tiempo para salvar a Black Bolt de Vox. Gracias a la interferencia de Beta Ray Bill, la Familia Real Inhumana puede dominar y matar a Vox, pero no antes de que aparentemente él pueda matar a Crystal. Pronto se dan cuenta, para su sorpresa, de que Vox era en realidad Maximus disfrazado y concluye que el Superinhumano no es una persona. En cambio, es programado y también se revela que el poder de la voz que todos asumen está vaporizando a sus objetivos en realidad solo los teletransportaba, como se vio después de la aparente muerte de Crystal, ella ha sido transportada a un lugar desconocido donde los científicos Kree están experimentando a las víctimas inhumanas que supuestamente fueron asesinadas. Si bien no se ve a Lockjaw, Triton parece estar en una especie de tanque de estasis junto a Naja, Sterilon, y otros Inhumanos anónimos. Crystal ahora está condenada a ser la próxima Vox.
Mientras recapitula las muertes que ha causado Vox, Black Bolt también recuerda la profecía del Rey de Medianoche. Al reunirse con la Familia Real Inhumana y Beta Ray Bill, Karnak le cuenta a Black Bolt que Vox es una programación que transportaba a sus "víctimas" a los Kree. Con los Kree planeando convertir a los Inhumanos cautivos en Vox, Karnak afirma que no todos serán rescatados. Como a Black Bolt le queda un grito más, Karnak le dice que haga que cuente. Usando su lenguaje de señas, Black Bolt se dirige a los demás sobre cómo ha cometido errores en el pasado y les pide disculpas. Después de guardar un momento de silencio, Black Bolt le ordena a Gorgon que se dé la vuelta. Mientras tanto, el comandante Kree habla con Vox sobre dejar escapar a Black Bolt. Vox afirma que Black Bolt vendrá por su gente. Un Kree los interrumpe diciendo que una nave se acerca rápidamente hacia ellos. La nave Inhumana ataca la base de los Kree. Luego, Vox presiona un botón para activar a los Inhumanos controlados por Vox. Mientras Gorgon y Beta Ray Bill se enfrentan a los soldados Kree, Black Bolt, Medusa y Karnak llegan al laboratorio donde encuentran Inhumanos controlados por Vox como Crystal y Lockjaw. Usando un láser, Black Bolt elimina a Crystal y Lockjaw controlados por Vox solo porque estaban en su camino. Al entrar por una puerta, Black Bolt dice "Te amo. Lo siento" antes de susurrarles que corrieran. Mientras Medusa y Karnak luchan contra Crystal y Lockjaw controlados por Vox, Black Bolt se enfrenta a otros Inhumanos controlados por Vox como Triton. Al saber la verdad sobre la profecía, Black Bolt arruina a los Kree y desata su grito sobre los Inhumanos controlados por Vox, matándolos a todos. Esta acción libera a Crystal y Lockjaw del control de Vox. Gorgon y Beta Ray Bill llegan diciendo que los Kree han huido y ven a Crystal y Lockjaw todavía con vida. Black Bolt emerge de la habitación cuando Medusa le ordena a Lockjaw que los saque de la base Kree. Cuando Crystal pregunta adónde deben ir, Black Bolt usa su lenguaje de señas para decir "hogar". Lockjaw luego los teletransporta.

## Edición recopilada
| Título                | Material recolectado       | Páginas | Fecha de publicación | ISBN           |
| --------------------- | -------------------------- | ------- | -------------------- | -------------- |
| Death of the Inhumans | Death of the Inhumans #1-5 | 120     | 20 de enero de 2019  | 978-1302913007 |